# Белла (имя)
Бе́лла, реже Бэ́лла (Bella) — европейское женское имя. Сокращённый вариант имён: Изабелла, Аннабелла, Мирабелла и прочих оканчивающихся на эту форму. Происхождение имени Белла — итальянское, и в переводе его значение — «прекрасная, красивая». Тайна имени[что?] в том, что его употребление с одной буквой «л» придаёт совсем другое значение, и по сведениям из истории можно судить, что в этом случае слово имеет мусульманские корни.
Часто именем «Белла» или «Бэлла» называют еврейских женщин, хотя в данном случае имя является европеизированной адаптацией («кинуй») еврейского женского имени Бейле, происходящего из языка идиш.
Также имя Белла широко распространено на Северном Кавказе, а также в Грузии, Азербайджане.
Интересна форма этого имени «Беллатрикс» или «Беллатриса», что в переводе с латинского означает «амазонка» или «воительница», «воинственная женщина». Одноимённая звезда находится в созвездии Орион.
Некоторые так называют женщин, чьё имя звучит как Изабелла или Белладонна. В большинстве стран перевод имени Белла одинаков — красавица. И чаще всего, это является сокращением от Изабель или Изабелла. Интересно то, как переводится слово на другие языки, у разных народностей можно встретить довольно экзотичные вариации: Сабель, Чабела, Бебель, Бел, Изабе, Белль, Бейя (исп.), Белия. Церковного имени в православии нет. В русском языке появился вариант написания имени «Бэла», благодаря произведению М. Ю. Лермонтова «Герой нашего времени».

## Персонажи с именем «Бэлла»
- «Бэла» — персонаж романа М. Ю. Лермонтова «Герой нашего времени».
- Беллатриса «Белла» Лестрейндж (1951—1998) — персонаж серии романов о Гарри Поттере.
- Белла Свон (1987—2006) — главная героиня серии романов Стефани Майер «Сумерки».